# Zbigniew Bajek
Zbigniew Bajek (ur. 1958 w Bojanowie) – polski artysta współczesny, profesor krakowskiej ASP.
Studiował na Wydziale Malarstwa Akademii Sztuk Pięknych w Krakowie. Dyplom z wyróżnieniem w 1984 w pracowni prof. Zbigniewa Grzybowskiego. Od 1983 zatrudniony krakowskiej uczelni. W 2009 uzyskał tytuł profesora. Prowadzi I Pracownię Interdyscyplinarną oraz przedmiot Wiedza o działaniach i strukturach wizualnych. Kierownik Katedry Interdyscyplinarnej (od 2005). Artysta uprawia malarstwo, rysunek, fotografię, projektowanie graficzne, realizuje projekty o charakterze parateatralnym.

## Odznaczenia
- Srebrny Medal „Zasłużony Kulturze Gloria Artis” (2019)[1]